# Flugunfall einer Douglas DC-4 der Air Congo
Der Flugunfall einer Douglas DC-4 der Air Congo ereignete sich am 29. November 1964. An diesem Tag kollidierte eine Douglas DC-4 (OO-DEP), mit der ein Charterflug nach Kamina durchgeführt werden sollte, beim Startlauf vom Flughafen Stanleyville auf der Startbahn mit einem Ölfass, woraufhin es zum Kontrollverlust und Absturz kam. Bei dem Unfall kamen sechs Personen ums Leben.

## Maschine
Das Flugzeug war eine Douglas DC-4, die 1944 während des Zweiten Weltkrieges im Werk der Douglas Aircraft Company in Long Beach, Kalifornien gebaut und im Jahr 1944 mit der Werknummer 18384, der Seriennummer DO148 und dem militärischen Luftfahrzeugkennzeichen 43-17184 an die United States Army Air Forces (USAAF) ausgeliefert wurde. Die Maschine wurde 1955 ausgeflottet und an die United Airlines verkauft, die die DC-4 mit dem Luftfahrzeugkennzeichen N30048 und dem Taufnamen Mainliner Olympic bis November 1956 betrieb. Im gleichen Monat ging die Maschine an die Transocean Air Lines, bei der sie bis Oktober 1959 in Betrieb blieb. Anschließend erhielt die Belgian International Air Services die Maschine und ließ diese mit dem Kennzeichen OO-DEP zu. Das viermotorige Langstreckenflugzeug war mit vier Sternmotoren des Typs Pratt & Whitney R-2000-2SD-13G Twin Wasp ausgestattet. Bis zum Zeitpunkt des Unfalls hatte die Maschine eine Gesamtbetriebsleistung von 48.113 Betriebsstunden absolviert.

## Passagiere und Besatzung
Den inländischen Charterflug von Stanleyville nach Kamina hatten elf Passagiere angetreten. Es befand sich eine dreiköpfige Besatzung an Bord, bestehend aus einem Flugkapitän, einem Ersten Offizier und einem Flugingenieur. Für den Flug waren keine Flugbegleiter eingeteilt. Der 37-jährige Flugkapitän besaß Musterberechtigungen für die Douglas DC-4 und die Douglas DC-6 und hatte eine Flugerfahrung von 14.000 Flugstunden. Der 31-jährige Erste Offizier war im Besitz von Musterberechtigungen für die Flugzeugtypen Douglas DC-4 und Douglas C-54.

## Unfallhergang
Mit der Maschine sollte an diesem Tag ein inländischer Charterflug von Kamina nach Stanleyville (heute: Kisangani) und zurück durchgeführt werden. Nachdem der Hinflug erfolgreich absolviert worden war, begann um 19:20 Uhr – und damit nach Einbruch der Dunkelheit – der Startlauf vom Flughafen Stanleyville. Nachdem die Maschine 900 Meter weit gerollt war, erblickte der Flugkapitän plötzlich ein leeres Ölfass auf der Startbahn. Er versuchte, dem Fass auszuweichen, indem er abrupt mit den Fahrwerksrädern der linken Seite bremste und die Maschine so nach links schlingern ließ. Das Bugfahrwerk erfasste das Fass dennoch. Die Flugzeugnase hob in diesem Moment ab. Die Maschine hatte eine Geschwindigkeit erreicht, bei der unter normalen Umständen ein Abheben möglich gewesen wäre. Durch die Kollision mit dem Fahrwerk wurde das Ölfass hochgeschleudert, fiel auf die Landebahn und sprang wieder auf, woraufhin die Maschine das Fass mit der rechten Höhenflosse erfasste. Ein Teil der Höhenflosse wurde dabei abgerissen und fiel auf die Startbahn, während das Fass von der Startbahn runter zu einer der Ausfahrten geschleudert wurde. Die Maschine rollte weiter und wurde durch die vermutlich völlig verformte rechte Höhenflosse zunehmend nach rechts abgedrängt. Die Maschine rotierte und die Besatzung zog sofort das Fahrwerk ein. Nach nur 500 Metern in der Luft stürzte die Maschine, deren vertikale Steuerbarkeit durch die Beschädigung der Höhenflosse verloren gegangen war, mit einem Nickwinkel von 30 Grad zu Boden. Der Unfall ereignete sich an der nördlichen Ausfahrt von Startbahn 28, etwa 150 Meter hinter dem Startbahnende. Nach dem Aufprall sprang die Maschine auf, fiel 50 Meter weiter erneut zu Boden und schlitterte dann auf der Rumpfunterseite weiter. Die Maschine schlitterte schließlich um 90 Grad nach rechts, wobei die Passagiere, die im hinteren Bereich der Maschine gesessen hatten, durch die abgerissene Frachttür und die offene Kabinentür aus der DC-4 geschleudert wurden. Unmittelbar nachdem die Maschine zum Stehen gekommen war, brach ein Feuer aus. Die Maschine wurde durch das Feuer völlig zerstört.

## Unfalluntersuchung
Es wurde festgestellt, dass die Beleuchtung der Startbahn äußerst mangelhaft gewesen war. Zahlreiche Lichter waren ausgefallen, einige von ihnen waren durch Kerosinlampen ersetzt worden. Eine Untersuchung der Auftriebshilfen ergab, dass diese in der für den Start erforderlichen Stellung von 15 Grad gewesen waren und dass die Kabel der Flugsteuerung nicht beschädigt waren.
Eine bedeutende Rolle für das Überleben des Unfalls spielte die Sitzposition in der Maschine. So waren neun Personen, die im hinteren Kabinenteil gesessen hatten, aus der Maschine geschleudert worden. Wenngleich die Insassen Verletzungen verschiedenen Grades erlitten hatten und eine der Personen aufgrund schwerer Brandverletzungen später im Krankenhaus starb, waren die übrigen acht Überlebenden die einzigen des Flugunfalls.
Auf der Startbahn wurde ein großes Stück der rechten Höhenflosse gefunden. Dieses war stark verformt und zeigte Abdrücke von einer Kollision mit einem zylindrischen Gegenstand.
Als Unfallursache wurde die Kollision der Maschine mit einem leeren Ölfass beim Start festgestellt. Die Kollision habe eine Beschädigung der rechten Höhenflosse verursacht, wodurch es zum Kontrollverlust gekommen sei.
Die Unfallermittler stellten fest, dass das Fass zu einer Reihe von Ölfässern gehört hatte, mit denen die Startbahn während der Kongo-Krise blockiert worden war. Nach der Krise, als Truppen der Streitkräfte von Kongo-Kinshasa den Flughafen einnahmen und die Rebellen der Regierung Gizenga vertrieben, seien die Fässer von der Startbahn weggeräumt und neben dieser deponiert worden. Es wurde vermutet, dass das Fass vom Abgasstrahl einer anderen Maschine, die zuvor von dem Flughafen gestartet war, auf die Startbahn geblasen worden war.